# Prawer-Plan
Der Prawer-Plan (hebräisch תוכנית פראוור Tochnit Prawer) war ein Plan der israelischen Regierung, der unter anderem vorsah, im Naqab/Negev 30.000 israelisch-arabische Beduinen aus ihren Dörfern, die von der Regierung nicht als Wohnorte anerkannt werden, auszuweisen und in Dörfern, die von der Regierung mit kommunaler Infrastruktur eingerichtet werden, umzusiedeln. Er wurde am 11. September 2011 von der israelischen Regierung als Gesetzentwurf beschlossen, doch die Knesset verabschiedete den Plan nie, 2013 wurde der Entwurf zurückgezogen und die erneute Vorlage gilt als unwahrscheinlich.

## Entstehung
Der Prawer-Plan wurde im September 2011 ausgearbeitet, als die israelische Regierung einen umstrittenen „Fünfjahrplan für die wirtschaftliche Entwicklung“ beschloss. Kritiker gehen davon aus, dass mehr als die im Plan angedachten 30.000, sondern eher 40.000 bis 70.000 Beduinen innerhalb des Naqab/Negev umgesiedelt werden würden.
Der Gesetzesentwurf beruht auf dem Vorschlag einer Kommission unter dem Vorsitz von Ehud Prawer, dem Vorsitzenden der Abteilung für politische Planung im Büro des Premierministers. Der Vorschlag der Kommission wiederum beruht auf den Empfehlungen eines Komitees unter dem Vorsitz des ehemaligen Richters des Obersten Gerichtshofes Elieser Goldberg. Der Vorsitzende des Komitees für die Umsetzung des Planes ist der ehemalige Militärkommandant für Südisrael, Doron Almog. Minister Benny Begin wurde vom Kabinett beauftragt, Rückmeldungen aus der Bevölkerung zu dem Thema zu koordinieren.
Aufgrund mangelnder parlamentarischer Mehrheitsfähigkeit und Widerstands der Betroffenen, die gegen die Umsiedlung protestierten, sowie des rechten als auch linken politischen Spektrums, wurde die Abstimmung in der Knesset über die Umsetzung des Plans im Dezember 2013 bis auf weiteres ausgesetzt.

## Inhalt und Ziele des Plans
Nach dem Pressekommunikee des Premierministers regelt der Plan folgendes:
1. Status der Beduinen im Negev
2. wirtschaftliche Entwicklung für die Beduinenbevölkerung im Negev
3. Lösung der Ansprüche auf Grundbesitz
4. Strukturen und einen Zeitplan für die Umsetzung und Durchsetzung des Planes[3]

Die israelische Regierung beschreibt das Gesetz wird als Teil einer Kampagne für die Entwicklung des Negevs, und der Plan solle die Beduinen besser in die israelische Gesellschaft integrieren.
Der Plan sieht die Umsiedlung von 37 Beduinendörfern in ein neues Areal in der Nähe der Abu-Dis-Mülldeponie im Osten Jerusalems vor. Die meisten umgesiedelten Beduinen sollen sich in Abu Basma niederlassen. Auch bei der Gründung Israels 1948 wurden die seit rund 1000 Jahren in der Wüste Negev lebenden 80.000 Beduinen um 30.000 ha enteignet.
Seitdem folgten weitere Enteignungen von Acker- und Weideland und Umsiedlungen in Städte und Dörfer wie Lod, Ramla, Tel Aviv, Rahat, Lakiya, Hura, Kuseife, Arara und Shaqib al-Salam in der Zeit zwischen 1960 und 1980.
Der 30. März, an dem 1976 ein friedlicher Generalstreik stattfand, ist seitdem ein „Nationaler Gedenktag an die Proteste der palästinensischen Bevölkerung“. Trotzdem kam es 1991 zu weiteren Enteignungen von 1 250 Hektar und 1998 1 450 Hektar. 1948 durfte die arabische Minderheit nach israelischem Gesetz noch 1,65 Hektar pro Kopf besitzen, heute sind es noch 0,05 Hektar pro Kopf. So sagte Riah Abu Assal, bis 1998 anglikanischer Bischof von Jerusalem: „Wir haben keinen Platz mehr, um unsere Toten zu begraben ... Ich übertreibe nicht. Ich lebe in einer Stadt namens Nazareth, die zur überfülltesten Stadt des Landes geworden ist ...“
Der Prawer Plan sieht die Enteignung von zwei Dritteln des gesamten Landeigentums der Beduinen in der Region Beʾer Scheva vor, für das sie zu mindestens 50 Prozent entschädigt werden sollen. Die Zwangsumsiedlung soll innerhalb der nächsten fünf Jahre vonstattengehen. Bereits im Januar 2012 war dies bei den ersten 2 300 Menschen der Fall.

## Hintergrund
Während die Beduinen aus dem Negev entfernt werden sollen und ihre Dörfer schon bisher von der Regierung nicht mit Elektrizität und Wasser versorgt werden, wird die Ansiedelung von jüdischen Familien von der Regierung gefördert. Für jüdische Israelis werden im Negev landwirtschaftliche Siedlungen errichtet, für die auch Straßen, Wasser- und Stromleitungen errichtet werden, und zwar häufig in unmittelbarer Nähe der Beduinendörfer, die keine Infrastruktur erhalten.

## Kritik und Proteste
Ein Komitee der Vereinten Nationen forderte die Rücknahme der Gesetzesvorlage. Der Menschenrechtsbeauftragte der Vereinten Nationen forderte die israelische Regierung auf, den Plan zu überdenken, da er die Zerstörung von bis zu 35 Dörfern der Beduinen und die Umsiedlung von 40.000 Bewohnern dieser Dörfer von ihrem angestammten Wohnsitz vorsieht: „Sollte dieser Plan umgesetzt werden, wird er die Zerstörung ganzer Gemeinden der Beduinen beschleunigen; sie werden gezwungen, ihre Häuser aufzugeben, ihr Recht auf Grundbesetz wird ihnen verwehrt und ihre traditionelle Kultur und Lebensweise wird unter dem Deckmantel der ‚Entwicklung‘ zerstört.“
Im September 2013 verurteilten Human Rights Watch sowie der UNO-Hochkommissar für Menschenrechte die Zerstörung palästinensischer Wohnhäuser und Infrastruktur u. a. im Negev.
Das Europäische Parlament kritisierte den Plan ebenfalls scharf.
Auch Adalah, eine Menschenrechtsorganisation, die sich für die Rechte der Palästinenser mit israelischer Staatsbürgerschaft einsetzt (das sind 1,2 Millionen Menschen bzw. 20 Prozent der israelischen Staatsbürger) beschreibt den Prawer-Plan als diskriminierend und meint, dass das Gesetz die massenhafte Vertreibung der arabischen Beduinen aus dem Naqab (Negev) vorsieht. Wenn er vollständig umgesetzt wird, wird er zur Zerstörung von 35 „nicht anerkannten“ arabischen Beduinendörfern und zur Enteignung und Zwangsumsiedlung von 70.000 Beduinen mit israelischer Staatsbürgerschaft führen.
Im Januar 2012 gab es eine Demonstration in Beʾer Scheva gegen den Prawer-Plan.
Vor der Verabschiedung des Plans im September 2011 fanden Demonstrationen von 10.000 Menschen in Beʾer Scheva und 6 000 in Jerusalem statt.
Kritik an den Plänen der israelischen Regierung kommt vom Büro für die Koordination von humanitären Angelegenheiten der Vereinten Nationen OCHA: Es mahnt eine explizite Einigung mit den Vertretern der Beduinen an: „Als Besatzungsmacht hat Israel die Pflicht, die palästinensische Zivilbevölkerung zu schützen und das Territorium zum Wohle der Bevölkerung zu verwalten. Jegliche freiwillige Bewegungen oder Umsiedlungen von Zivilisten müssen internationalen Standards entsprechen, auch in Bezug auf eine freie und informierte Wahl.“
Außerdem mahnte es die Berücksichtigung der Lebensweisen und Gesundheit der Beduinen bei der Umsiedlung an: „Das vorgeschlagene Gebiet entspricht nicht den minimalen Standards bezüglich der Entfernung zur kommunalen Mülldeponie, die eine Gefahr für die Gesundheit der Beduinen-Gemeinschaften darstellt und ihren Zugang zu Weideflächen limitiert. Familien, die schon früher umgesiedelt wurden, berichten über negative Konsequenzen wie Gesundheitsprobleme, Verlust der Lebensgrundlage, prekäre Lebensverhältnisse, der Verlust des kommunalen Zusammenhalts und von traditionellen Lebensformen.“